# Sepulcro de Son Olivaret
El sepulcro de Son Olivaret (Ciudadela - Menorca) es un Bien de Interés Cultural que se ubica dentro de la batería militar del mismo nombre, en el suroeste del municipio de Ciudadela. Se trata de una construcción funeraria colectiva, que corresponde a la tipología de las protonavetas o sepulcros de triple paramento y que conserva toda la base del monumento. Las excavaciones arqueológicas que se han realizado han localizado un interesante conjunto funerario formado por restos humanos, cerámicas y objetos de hueso.

## El edificio y los materiales documentados

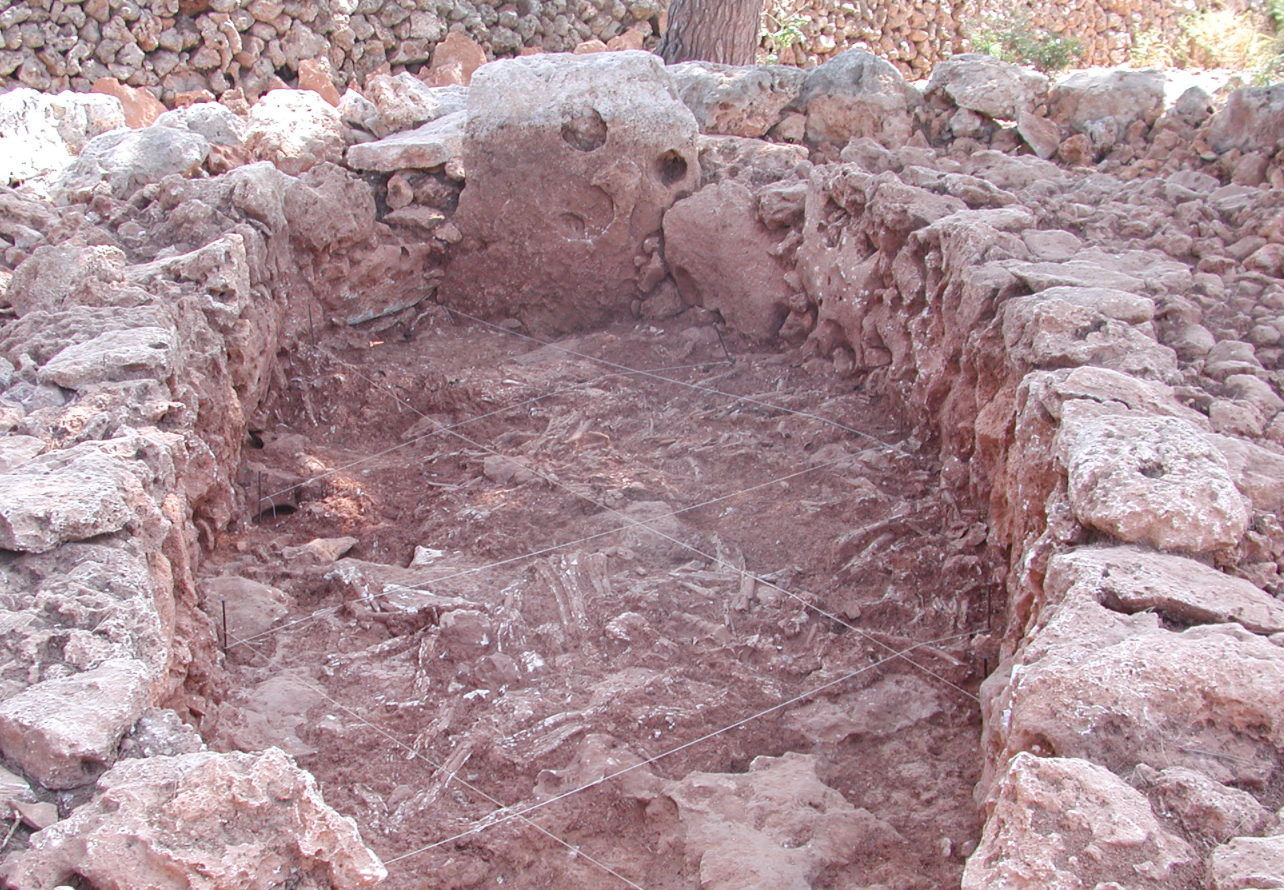
Cámara funeraria del sepulcro de Son Olivaret

La cámara es casi circular u oblonga y conserva una gran losa vertical en la parte opuesta a la entrada. La mayor parte de las piedras que forman el monumento no son de dimensiones excesivamente grandes, lo que lo diferencia claramente de los edificios conocidos como sepulcros megalíticos. La excavación de la cámara proporcionó el registro completo de los contextos funerarios, con los restos humanos y el ajuar formado por objetos cerámicos, metálicos, óseos y líticos. En el exterior del sepulcro, y ante el corredor de entrada, también se localizaron numerosos fragmentos de cerámica prehistórica de Menorca. En el interior del sepulcro se recuperaron los restos de casi un centenar de individuos, que fueron depositados durante un largo periodo de tiempo. Aunque algunos carbones han sido fechados hacia el 2.000 aC, los restos humanos más antiguos corresponderían al período a partir del 1.600 a. C. Parece que, después, estuvo en uso durante todo el resto de la Edad del Bronce, hasta el 800-600 aC, e incluso sería reutilizado durante el periodo talayótico final o periodo Postalayótico, entre el 350 y el 150 a. C. Los esqueletos estaban en muy mal estado, debido en parte a la naturaleza ácida de la tierra, que los había dañado, pero también a la forma en que fueron depositados: parece que, a medida que se iban introduciendo nuevos cadáveres, los huesos de los anteriores se iban empujando hacia el fondo, para dejar espacio a los nuevos enterramientos. Es por esto que en muy pocos casos los esqueletos se encontraron en conexión anatómica. Además, se pudieron recuperar gran parte de los objetos del ajuar que acompañaba a los difuntos, conformados por vasos cerámicos (de diversa tipología y cronología), objetos de bronce y elementos líticos. En el exterior del sepulcro, y ante el corredor de entrada, se localizaron numerosos fragmentos cerámicos de la Edad del Bronce, correspondientes al naviforme I (1700-1400 aC) y naviforme II (1400-1200 aC aprox.).

## El estudio antropológico
El estudio dental, sin embargo, ha permitido determinar un número mínimo de 91 individuos, 64 recuperados en los estratos del período talayótico en Menorca y 27 en el periodo pretalayótico. Entre los talayóticos había 58 mayores de siete años y 6 menores de esta edad. En cuanto a los individuos de época pretalayótica, 24 tenían más de siete años en el momento de la muerte, y 3 eran más jóvenes. Todo esto se puede saber determinando si los dientes conservadas son dientes de leche o forman parte de la dentición definitiva. El desgaste de los dientes permite calcular también, de forma aproximada, la edad de la persona. En Son Olivaret, los dientes se encuentran muy poco desgastados, por lo que podemos afirmar que la mayor parte de los individuos enterrados no eran muy mayores cuando murieron. La esperanza de vida, por tanto, no sería muy elevada. Se han podido detectar también, a través del estudio de los dientes, dos patologías: caries e hipoplasia. El porcentaje de caries, un 3'5%, es bajo, como corresponde a las poblaciones de esta época. Las hipoplasias son defectos del esmalte dentario, que se pueden relacionar con carencias de alimento, infecciones, etc. La baja proporción de esta patología demuestra que la población de Son Olivaret no sufría, normalmente, problemas de desarrollo.

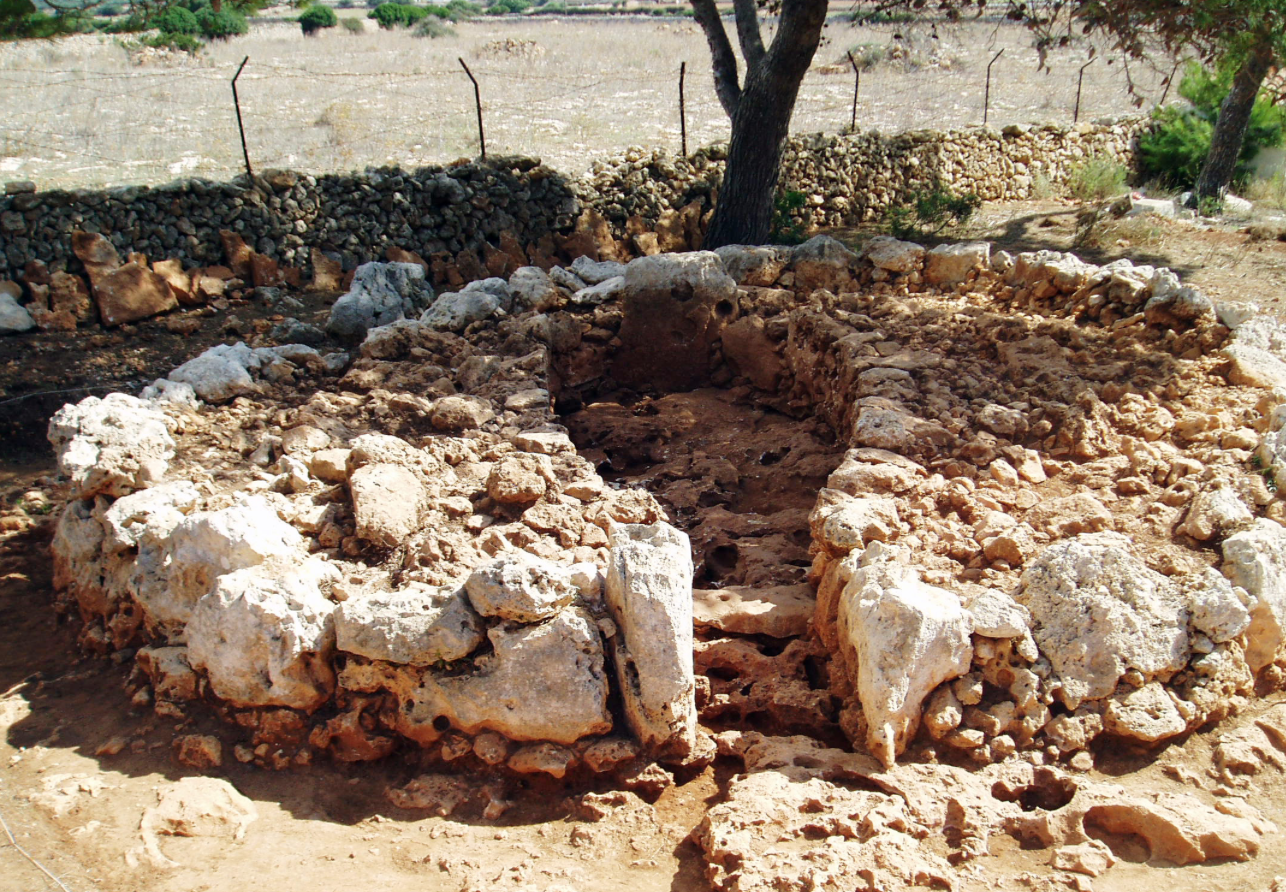
Sepulcro de Son Olivaret.

## Intervenciones arqueológicas
El monumento fue excavado por parte de un equipo del Museo de Menorca, dirigido por el arqueólogo y entonces director del museo, Lluís Plantalamor junto con la arqueóloga Silvia Villalonga y el también arqueólogo Josep Marqués. En 1999 se conoció la existencia del sepulcro y un año después se realizó un primer levantamiento planimétrico seguido de una prospección electromagnética para comprobar posibles cavidades internas. Finalmente el yacimiento fue excavado entre los veranos de 2003 y 2005.

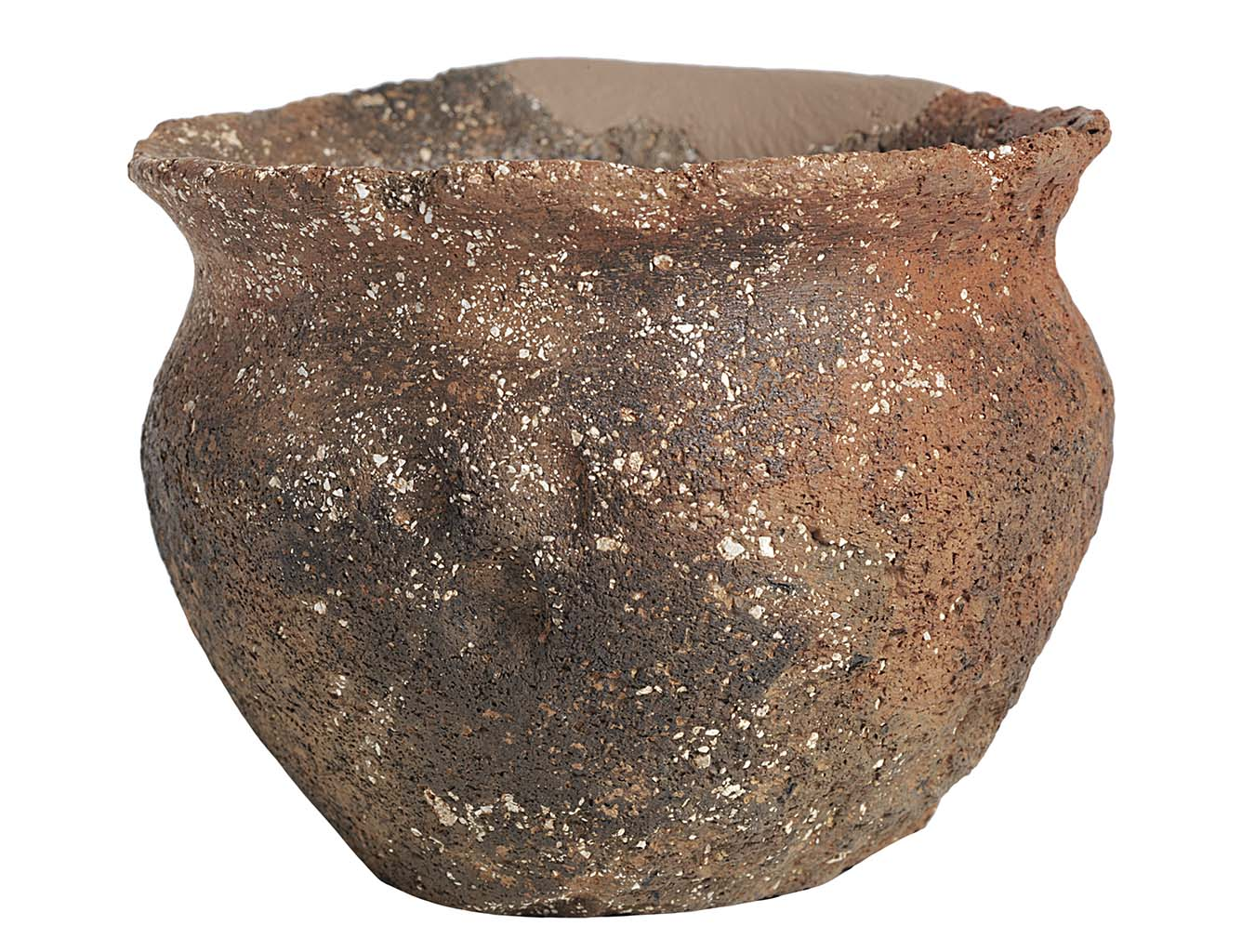
Ceràmica de Son Olivaret.

## Periodo cronológico
- Bronce Inicial (2.000 aC)
- Bronce Medio
- Bronce Final (800 aC)